# Spelungula
Spelungula là một chi nhện trong họ Gradungulidae.